# برايان بيرد
برايان بيرد (بالإنجليزية: Brian Baird) هو بروفيسور وسياسي أمريكي، ولد في 7 مارس 1956 في تشامبا في الولايات المتحدة. حزبياً، نشط في الحزب الديمقراطي.

## النَّشأة والتعليم
ولد بيرد في تشاما، نيو مكسيكو، لإديث س. وويليام ن. ("بيل") بيرد، عضو مجلس المدينة وعمدة. حصل بيرد على درجة بكالوريوس العلوم من جامعة يوتا، وتخرج من فاي بيتا كابا في عام 1977، ودرجة الماجستير في العلوم والدكتوراه في علم النفس السريري من جامعة وايومنغ.

## حياته المهنية
شغل بيرد منصب الرئيس السابق لقسم علم النفس في جامعة المحيط الهادئ اللوثرية في تاكوما، واشنطن وكان طبيب نفساني سريري مرخص وقد نشر العديد من المقالات الصحفية وثلاثة كتب. ويقوم بانتظام بتدريس دورات التطوير المهني للمحامين والقضاة حول الاتصالات والأخلاق وعلم نفس الإقناع. بيرد هو عضو في تجمع الإصلاحيين في "Issue one " وهي منظمة أمريكية غير حزبية وغير ربحية تسعى إلى تقليل دور المال في السياسة.

## مناصب
- في انتخابات مجلس النواب الأمريكي 1998 [الإنجليزية]‏، انتخب عضو مجلس النواب الأمريكي عن دائرة Washington's 3rd congressional district  [لغات أخرى]‏ وقد انضم خلال فترته النيابية (6 يناير 1999 – 3 يناير 2001)  للكتلة البرلمانية الحزب الديمقراطي.
- في انتخابات مجلس النواب الأمريكي 2000 [الإنجليزية]‏، انتخب عضو مجلس النواب الأمريكي عن دائرة Washington's 3rd congressional district  [لغات أخرى]‏ وقد انضم خلال فترته النيابية [الإنجليزية]‏ (3 يناير 2001 – 3 يناير 2003)  للكتلة البرلمانية الحزب الديمقراطي.
- في انتخابات مجلس النواب الأمريكي 2002 [الإنجليزية]‏، انتخب عضو مجلس النواب الأمريكي عن دائرة Washington's 3rd congressional district  [لغات أخرى]‏ وقد انضم خلال فترته النيابية [الإنجليزية]‏ (7 يناير 2003 – 3 يناير 2005)  للكتلة البرلمانية الحزب الديمقراطي.
- في انتخابات مجلس النواب الأمريكي 2004 [الإنجليزية]‏، انتخب عضو مجلس النواب الأمريكي عن دائرة Washington's 3rd congressional district  [لغات أخرى]‏ وقد انضم خلال فترته النيابية [الإنجليزية]‏ (4 يناير 2005 – 3 يناير 2007)  للكتلة البرلمانية الحزب الديمقراطي.
- في انتخابات مجلس النواب الأمريكي 2006 [الإنجليزية]‏، انتخب عضو مجلس النواب الأمريكي عن دائرة Washington's 3rd congressional district  [لغات أخرى]‏ وقد انضم خلال فترته النيابية [الإنجليزية]‏ (4 يناير 2007 – 3 يناير 2009)  للكتلة البرلمانية الحزب الديمقراطي.
- في انتخابات مجلس النواب الأمريكي 2008 [الإنجليزية]‏، انتخب عضو مجلس النواب الأمريكي عن دائرة Washington's 3rd congressional district  [لغات أخرى]‏ وقد انضم خلال فترته النيابية [الإنجليزية]‏ (6 يناير 2009 – 3 يناير 2011)  للكتلة البرلمانية الحزب الديمقراطي.
- انتخب عضو مجلس النواب الأمريكي.

كان بيرد أيضًا عضوًا في لجنة النقل والبنية التحتية بمجلس النواب، واللجنة العلمية بمجلس النواب، ولجنة الميزانية بمجلس النواب، واللجنة المختارة بمجلس النواب المعنية بالاستمرارية في الحكومة. شغل منصب كبير السوط الإقليمي وفي اللجنة التوجيهية الديمقراطية، وانتخب رئيسًا لفئة الطلاب الجدد الديمقراطيين لعام 1998، وكان عضوًا في التحالف الديمقراطي الجديد. كتب بيرد على موقعه الإلكتروني بمجلس النواب أنه خلال فترة وجوده في الكونجرس، كان يعود إلى منزله في نهاية كل أسبوع تقريبًا ويستضيف أكثر من 280 اجتماعًا في مجلس النواب، وأنه زار كل مدرسة ثانوية وميناء ومستشفى وعدد لا يحصى من الشركات والمنظمات في جنوب غرب واشنطن.

### زيارة إلى قطاع غزة
في 19 فبراير 2009، قام بيرد مع زميله عضو الكونجرس كيث إليسون (ديمقراطي من ولاية مينيسوتا) بزيارة غزة لمشاهدة الدمار الناجم عن حرب غزة عن كثب والالتقاء بوكالات الإغاثة الدولية والمحلية. وكان من بين المشاركين الآخرين في الزيارة السيناتور جون كيري (ديمقراطي من ولاية ماساتشوستس). وكانت هذه الزيارة، التي لم تتم الموافقة عليها من قبل إدارة أوباما، هي المرة الأولى التي يدخل فيها أي شخص من الحكومة الأمريكية إلى غزة منذ أكثر من ثلاث سنوات. قال بيرد:
"إن حجم الدمار المادي وعمق المعاناة الإنسانية هنا [في غزة] أمر مذهل. فقد دمرت أحياء بأكملها، وسوت المدارس بالكامل، وأصيبت مرافق المياه والصرف الصحي والكهرباء الأساسية، وألحقت أضرار جسيمة بوكالات الإغاثة. القصص الشخصية للأطفال قُتلوا في منازلهم أو مدارسهم، وتم القضاء على عائلات بأكملها، ومنع عمال الإغاثة من إجلاء الجرحى، وهو أمر ينفطر له القلب – إن ما حدث هنا، وما لا يزال يحدث، صادم ومثير للقلق بشكل لا يمكن وصفه بالكلمات."
بعد زيارة بيرد الثالثة إلى غزة في فبراير 2010، دعا الولايات المتحدة إلى إنهاء الحصار وتوصيل الإمدادات الإنسانية، والتي يمكن أن تشمل حجب المساعدات العسكرية عن إسرائيل، قائلاً إن الولايات المتحدة بحاجة إلى أن تكون أكثر جدية بشأن إقناع إسرائيل بمعالجة الأزمة الإنسانية في غزة.

## حملاته السياسيّة
تحدى بيرد المرشحة الجمهورية الحالية ليندا سميث في عام 1996 وخسر بأغلبية 887 صوتًا فقط. تخلى سميث عن مقعده ليقدم في عرض باء بالفشل لعضوية مجلس الشيوخ الأمريكي في عام 1998. ترشح بيرد مرة أخرى وهزم عضو مجلس الشيوخ عن الولاية دون بينتون بنسبة 54.7% من الأصوات. ولم يسبق له أن واجه سباقًا آخر بهذا القرب، وأُعيد انتخابه خمس مرات.
في 9 ديسمبر 2009، أعلن بيرد أنه لن يرشح نفسه لإعادة انتخابه في عام 2010. بعد تقاعده، انتقل بيرد وعائلته إلى إدموندز، واشنطن، وكتب كتبًا عن السياسة الأمريكية.